# Uông Tinh Vệ
Uông Tinh Vệ (4 tháng 5 năm 1883 – 10 tháng 11 năm 1944), tên tự là Quý Tân (季新), hiệu và bút danh là Tinh Vệ (精衛), tên thật là Uông Triệu Minh, là một chính trị gia thời Trung Hoa Dân Quốc. Ông ban đầu được biết đến là một thành viên của phe tả trong Quốc Dân đảng, nhưng về sau đã ngày càng trở nên chống cộng sau những nỗ lực thất bại của ông nhằm cộng tác với Đảng Cộng sản Trung Quốc. Hoạt động chính trị của ông đột ngột chuyển sang hữu sau đó, khi ông kết giao với người Nhật.
Uông Tinh Vệ có mối liên hệ chặt chẽ với Tôn Trung Sơn và được chú ý vì những bất đồng với Đặc cấp Thượng tướng Tưởng Giới Thạch và việc ông đứng đầu chính phủ cộng tác với người Nhật tại Nam Kinh. Vì tham gia chính phủ thân Nhật, Uông thường bị gọi là Hán gian và tên của ông tại Trung Quốc trở thành một thuật ngữ dùng để ám chỉ kẻ phản bội.
Là nhà lãnh đạo hàng đầu và là một đối thủ chính trị ngang tầm với Tưởng Giới Thạch trong chính giới Quốc Dân đảng, cả ông và Tưởng đều tự nhận mình là trung thành với lý tưởng cách mạng của Tôn Trung Sơn, là nhà cách mạng kế thừa và người lãnh đạo kế nhiệm xứng tầm và hợp pháp của Tôn Trung Sơn. Ông bắt đầu yếu thế và mất quyền về tay Tưởng sau khi Tưởng giành được chiến công quan trọng trong Bắc phạt và giành được quân quyền trực tiếp lãnh đạo Quốc quân Quốc Dân đảng.

## Nổi lên
Sinh ra tại Tam Thủy, Quảng Đông song quê gốc ở Chiết Giang, Uông Tinh Vệ đến Nhật Bản với thân phận một du học sinh được triều đình nhà Thanh tài trợ vào năm 1903, và gia nhập Đồng minh hội năm 1905. Là một người trẻ tuổi, Uông Tinh Vệ đổ lỗi cho nhà Thanh đã khiến cho Trung Quốc tụt hậu, và khiến cho đế quốc trở nên quá yếu để có thể chống lại các đế quốc phương Tây. Trong khi đang ở Nhật Bản, Uông Tinh Vệ trở thành bạn thân tình gần gũi với Tôn Dật Tiên, một trong những thành viên quan trọng nhất trong thời kỳ đầu của Quốc Dân đảng.

## Sự nghiệp ban đầu
Trong những năm đầu dẫn đến cách mạng Tân Hợi, Uông Tinh Vệ đã hoạt động chống lại triều đình nhà Thanh. Uông đã có vai trò nổi bật trong thời kỳ này với vị thế là một diễn giả xuất sắc và một người ủng hộ trung thành của chủ nghĩa dân tộc Trung Quốc. Ông đã bị cầm tù vì một âm mưu áp sát nhiếp chính vương Tái Phong, tức Thuần thân vương, và sẵn sàng thừa nhận tội của mình tại tòa. Ông bị giam từ năm 1910 cho đến khởi nghĩa Vũ Xương vào năm sau, và như là một anh hùng dân tộc sau khi được tự do.
Trong và sau cách mạng Tân Hợi, sự nghiệp chính trị của Uông Tinh Vệ được xác định bởi sự phản đối của ông với chủ nghĩa đế quốc phương Tây. Vào đầu thập niên 1920, ông đã giữ một số chức vụ trong Chính phủ Cách mạng của Tôn Dật Tiên tại Quảng Châu, và là thành viên duy nhất trong số những người thân tín đi cùng với Tôn Dật Tiên trong chuyến đi ra ngoài vùng kiểm soát của Quốc Dân đảng trong những tháng ngay trước cái chết của ông ta. Ông được nhiều người coi là đã soạn di nguyện của Tôn Dật Tiên một thời gian ngắn trước khi ông chết vào mùa đông năm 1925. Ông được coi là một trong những người có khả năng thay thế Tôn Dật Tiên để lãnh đạo Quốc Dân đảng, song cuối cùng quyền kiểm soát cả về mặt đảng và quân đội đã rơi vào tay Tưởng Giới Thạch. Uông hoàn toàn mất kiểm soát Quốc Dân đảng vào năm 1926, khi đó, sau Sự kiện tàu chiến Trung Sơn, Tưởng đã thành công trong việc đưa Uông và gia đình đi nghỉ ở châu Âu. Điều này khá quan trọng đối với Tưởng vì nó khiến Uông, một lãnh đạo cánh tả có cảm tình với cộng sản, rời xa Quảng Châu trong khi Tưởng đang trong quá trình trục xuất cộng sản ra khỏi Quốc Dân đảng. Ông có thể sẽ chống lại Tưởng nếu lúc đó còn ở tại Trung Quốc.

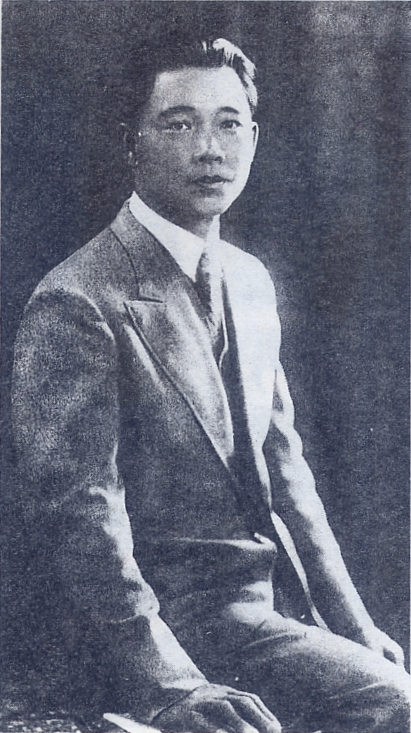
Uông Tinh Vệ những năm tuổi 20.

## Kình địch với Tưởng Giới Thạch

### Lãnh đạo chính phủ Vũ Hán
Trong cuộc Bắc phạt, Uông Tinh Vệ là lãnh đạo hàng đầu trong phe tả của Quốc Dân đảng đã kêu gọi tiếp tục phối hợp với Đảng Cộng sản Trung Quốc. Mặc dù Uông phối hợp chặt chẽ với Đảng Cộng sản tại Vũ Hán, nhưng ông có tư tưởng đối lập với Đảng Cộng sản và có thái độ nghi ngờ với cố vấn Quốc tế cộng sản trong Quốc Dân đảng. Ông không tin rằng người cộng sản có thể là những người yêu nước hay là người thật sự theo chủ nghĩa dân tộc Trung Quốc.
Đầu năm 1927, một thời gian ngắn trước khi Tưởng chiếm giữ được Thượng Hải và chuyển thủ đô về Nam Kinh, phe của Uông đã tuyên bố thủ đô của chính quyền Dân quốc là Vũ Hán. Trong khi cố gắng chỉ đạo chính phủ từ Vũ Hán, Uông đã cộng tác chặt chẽ với những nhân vật cộng sản hàng đầu, bao gồm Mao Trạch Đông, Trần Độc Tú, và Mikhail Markovich Borodin, phe của ông cũng kích thích các chính sách cải cách đất đai. Uông sau đó đã đổ lỗi cho thất bại của chính phủ Vũ Hán là do đã chấp thuận quá mức các chính sách cộng sản. Chế độ của Uông bị Tưởng Giới Thạch chống đối, Tưởng đã ở giữa một cuộc thanh trừng đẫm máu cộng sản tại Thượng Hải. Sự tách biệt giữa chính phủ của Uông và Tưởng được gọi là "Ninh Hán phân liệt" (giản thể: 宁汉分裂; phồn thể: 寧漢分裂; bính âm: Nínghàn Fenlìe).
Tưởng Giới Thạch chiếm được Thượng Hải vào tháng 4 năm 1927, và bắt đầu một cuộc đàn áp đẫm máu đối với cộng sản gọi là thanh đảng. Trong vòng vài tuần lễ Tưởng đàn áp cộng sản tại Thượng Hải, chính phủ cánh tả của Uông đã bị một quân phiệt liên kết với phe Tưởng trong Quốc dân đảng tấn công và bị tan rã, cuộc chiến này đã khiến Tưởng Giới Thạch trở thành lãnh đạo tối cao và "hợp pháp duy nhất" của Trung Hoa Dân quốc. Quốc dân đảng của Tưởng Giới Thạch chiếm các lãnh thổ từng do phe của Uông kiểm soát và tiến hành các cuộc thảm sát những người cộng sản bị nghi ngờ tại các khu vực: chỉ tính xung quanh Trường Sa, trên mười nghìn người bị giết chết chỉ trong 20 ngày. Lo sợ bị trừng phạt do là người có cảm tình với cộng sản, Uông công khai tuyên bố trung thành với Tưởng và đào thoát đến châu Âu.

### Hoạt động chính trị trong chính phủ Tưởng
Từ năm 1929 đến 1930, Uông đã hợp tác với Phùng Ngọc Tường và Diêm Tích Sơn để lập một chính phủ trung ương đối lập với Tưởng. Uông đã tham gia một hội nghị do Diêm tổ chức để soạn thảo một hiến pháp mới, và phục vụ với vai trò Thủ tướng (Viện trưởng Hành chính viện) dưới chính quyền của Diêm, người sẽ là Tổng thống. Các nỗ lực của Uông nhắm hỗ trợ chính phủ của Diêm đã kết thúc khi Tưởng đánh bại liên minh trong Đại chiến Trung Nguyên.
Năm 1931, Uông tham gia một chính phủ chống Tưởng khác tại Quảng Châu. Sau khi Tưởng đánh bại chế độ này, Uông hòa giải với chính quyền Nam Kinh của Tưởng và giữ các chức vụ nổi bật trong hầu hết thập kỷ. Uông được bổ nhiệm làm Viện trưởng Hành chính viện trong lúc trận Thượng Hải (1932) bắt đầu. Ông thường xuyên có tranh chấp với Tưởng và đã định từ chức để phản đối vài lần song đơn từ chức đã bị hủy bỏ. Do hậu quả của các đấu tranh quyền lực trong Quốc Dân đảng, Uông đã buộc phải dành nhiều thời gian để sống lưu vong. Ông đã tới Đức, và duy trì một số mối liên hệ với Adolf Hitler. Hiệu quả lãnh đạo của Quốc Dân đảng đã liên tục bị cản trở bởi lãnh đạo và các cuộc đấu tranh cá nhân, như giữa Uông và Tưởng. Vào tháng 12 năm 1935, Uông vĩnh viễn rời khỏi chức Thủ tướng sau khi bị thương nặng trong một vụ ám sát diễn ra một tháng trước đó.
Trong Sự biến Tây An năm 1936, Tưởng Giới Thạch bị tướng Trương Học Lương bắt giữ, Uông đã ủng hộ việc gửi một phái đoàn trừng trị để tấn công Trương. Ông dường như đã sẵn sàng để hành quân song phu nhân của Tưởng là Tống Mỹ Linh và anh trai bà là Tống Tử Văn sợ rằng nếu hành động như vậy thì có thể đe dọa đến tính mạng của Tưởng và như vậy Uông sẽ thay thế vị trí của Tưởng, vì vậy họ đã phản đối thành công hành động này.
Uông đi cùng với chính phủ Quốc dân rút lui đến Trùng Khánh trong Chiến tranh Trung-Nhật (1937–1945). Trong thời kỳ này, ông đã tổ chức một số nhóm cánh hữu có phương hướng phát xít bên trong Quốc Dân đảng. Uông ban đầu thuộc nhóm chủ chiến; tuy nhiên, sau khi chứng kiến quân Nhật chiếm đóng thành công một phần lớn duyên hải Trung Quốc, Uông đã có quan điểm bi quan về cơ hội của Trung Quốc trong cuộc chiến chống Nhật. Ông thường bày tỏ ý kiến chủ bại tại các buổi họp tham mưu Quốc Dân đảng, và tiếp tục bày tỏ quan điểm của ông rằng chủ nghĩa đế quốc phương Tây là mối nguy hiểm lớn hơn cho Trung Quốc, khiến các cộng sự của ông rất thất vọng. Uông tin rằng Trung Quốc cần phải tìm kiếm giải pháp thông qua đàm phán với Nhật Bản để châu Á có thể chống lại các cường quốc phương Tây.

## Liên minh với phe Trục

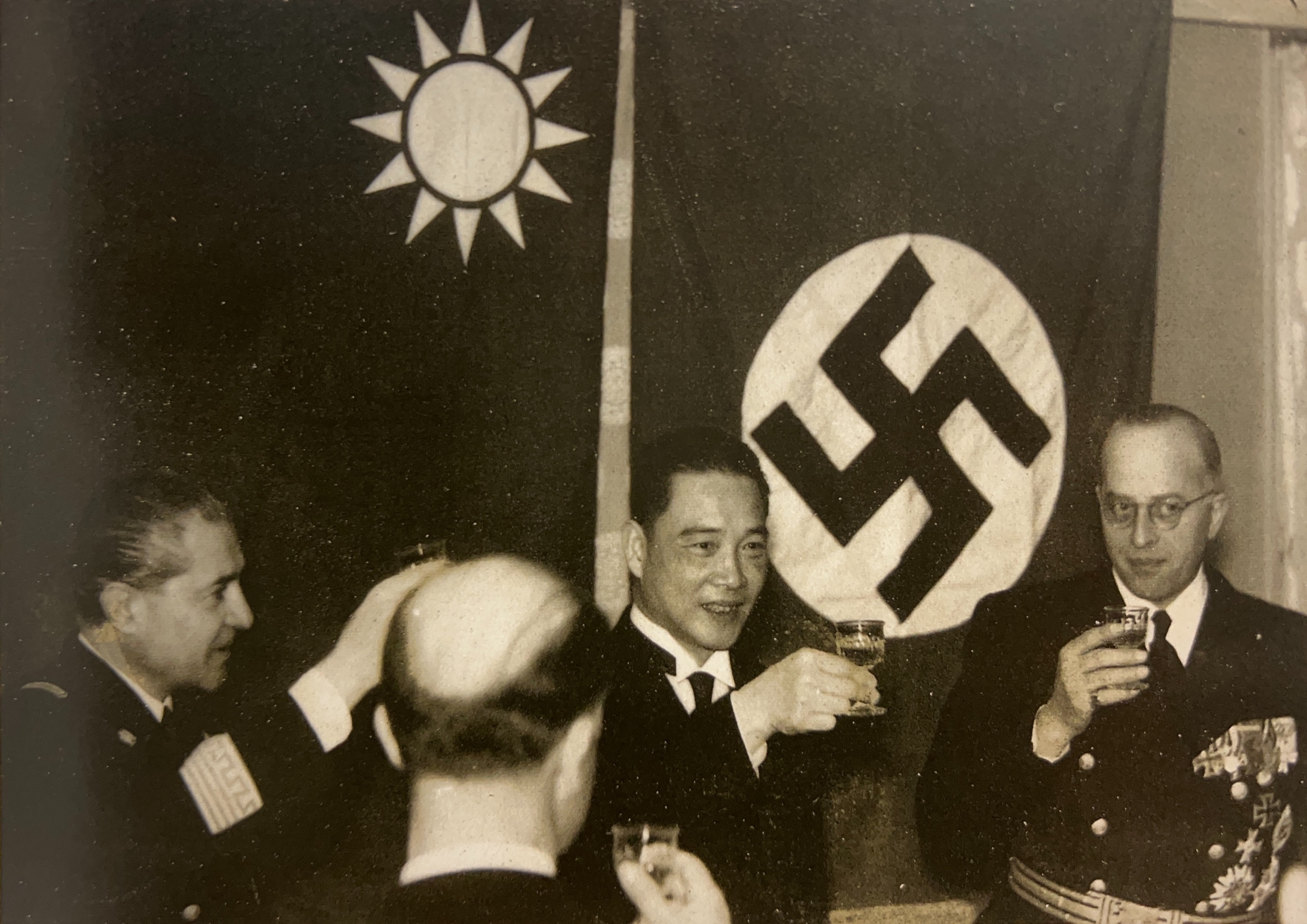
Uông tiếp nhận sự công nhận của Đức khi đang là nguyên thủ quốc gia năm 1941.

Vào cuối năm 1938, Uông rời Trùng Khánh đến Hà Nội, ông ở lại đây ba tháng và công bố ủng hộ cho việc giải quyết vấn đề bằng đàm phán với Nhật Bản. Trong thời gian này, ông thoát chết trong một vụ ám sát do đặc vụ Quân thống của Quốc Dân đảng thực hiện. Uông sau đó đến Thượng Hải, tại đây ông tham gia các cuộc đàm phán với thế lực Nhật Bản. Cuộc xâm lăng của Nhật Bản đã cho ông cơ hội mà ông tìm kiếm bấy lâu để thành lập một chính phủ mới nằm ngoài tầm kiểm soát của Tưởng Giới Thạch.
Vào ngày 30 tháng 3 năm 1940, Uông trở thành người đứng đầu nhà nước của chính phủ Quốc dân Nam Kinh (thường được gọi là chính quyền Uông Tinh Vệ, đối lập với chính phủ Quốc dân Trùng Khánh do Tưởng Giới Thạch lãnh đạo) đặt tại Nam Kinh, có vị trí Viện trưởng Hành chính viện kiêm Chủ tịch chính phủ Quốc dân. Vào tháng 11 năm 1940, chính phủ của Uông ký kết Điều ước Trung-Nhật với người Nhật, một văn kiện gồm 21 điều về việc nhượng bộ chính trị, quân sự và kinh tế, đồng thời cũng công nhận Mãn Châu quốc là một quốc gia độc lập hợp pháp ở miền Bắc Trung Quốc, nhằm chia cắt lâu dài đất nước Trung Hoa. Hiệp định này bị coi là "văn kiện mại quốc" và vì đó Uông bị nhiều người chỉ trích là "Hán gian".
Vào tháng 6 năm 1941, Uông có một bài nói chuyện trên đài phát thanh công cộng từ Tokyo và trong đó ông ca ngợi Nhật Bản, xác nhận sự khuất phục của Trung Quốc, chỉ trích chính phủ Quốc Dân đảng, và cam kết làm việc với đế quốc Nhật Bản để chống lại cộng sản và chủ nghĩa đế quốc phương Tây. Uông sau đó đã giành lại tô giới Pháp tại Thượng Hải và tô giới quốc tế tại Thượng Hải năm 1943, sau khi các quốc gia phương Tây nhất trí cùng bãi bỏ đặc quyền ngoại giao.
Chính quyền Quốc dân "Trung Hoa Dân Quốc (Nam Kinh)", do Uông đứng đầu được thành lập với ba nguyên lý chính là chủ nghĩa liên Á, chủ nghĩa chống cộng và đối lập với Tưởng. Uông tiếp tục duy trì mối liên hệ với Đức Quốc xã và phát xít Ý mà ông đã thiết lập khi còn đang lưu vong.
Vào tháng 3 năm 1944, Uông đến Nhật Bản để điều trị các vết thương từ vụ ám sát năm 1939. Uông chết tại Nagoya vào ngày 10 tháng 11 năm 1944, chưa đầy một năm trước khi Nhật Bản đầu hàng Đồng minh và do đó tránh được một phiên tòa về tội phản quốc. Nhiều nhân vật cấp cao trong chế độ ông lập nên đã bị hành quyết sau khi kết thúc chiến tranh. Uông được chôn cất tại Nam Kinh gần Lăng Tôn Trung Sơn, trong một ngôi mộ được xây dựng tỉ mỉ. Ngay sau thất bại của Nhật Bản, chính phủ Quốc dân của Tưởng Giới Thạch chuyển thủ đô về Nam Kinh và đã cho phá hủy ngôi mộ của Uông và đốt cháy thi thể. Ngày nay, địa điểm này là nơi tưởng niệm với một đình nhỏ lưu ý rằng Uông là kẻ phản quốc.

## Đánh giá thời hậu chiến
Trong chiến tranh Thái Bình Dương, Uông được coi là một kẻ phản quốc đối với hầu hết các nhà sử học hậu chiến cả ở Đài Loan và Trung Quốc đại lục. Tên của ông trở thành một ngạn ngữ trong tuyên truyền với ý nghĩa "phản bội" hay "phản quốc" hay là Hán gian, ở cả hai bờ eo biển Đài Loan. Chính quyền Cộng hòa Nhân dân Trung Hoa khinh thường Uông không chỉ vì ông đã hợp tác với Nhật Bản mà còn vì các hành động chống cộng của ông. Cộng hòa Nhân dân Trung Hoa cũng sử dụng vị trí cũ của ông trong Quốc Dân Đảng đế chứng minh điều mà họ cho là "bản chất hai mặt, phản động" của Quốc Dân Đảng. Trong khi đó, chế độ Quốc Dân đảng đánh giá thấp việc chống cộng nhưng nhấn mạnh sự hợp tác của ông với kẻ địch là Nhật Bản, và sự phản bội Tưởng Giới Thạch. Cả hai đều đánh giá thấp và ít quan tâm đến sự kết giao trước đó của ông với Tôn Dật Tiên bởi vì Uông cuối cùng đã cộng tác với kẻ thù của dân tộc Trung Hoa.

## Gia đình
Uông kết hôn với Trần Bích Quân và có sáu người con với bà, năm người trong số đó sống đến tuổi trưởng thành. Trong đó, con trai cả là Uông Văn Tấn được sinh ra tại Pháp vào năm 1913. Con gái cả là Uông Văn Tinh, được sinh tại Pháp năm 1915, và hiện sống tại New York. Con gái thứ hai là Uông Văn Bân, sinh năm 1920. Con gái thứ ba là Uông Văn Tuân, sinh tại Quảng Châu năm 1922, và mất năm 2002 tại Hồng Kông. Con trai thứ hai là Uông Văn Để, sinh năm 1928, bị kết án năm 1946 và phạt tù về tội làm Hán gian.